# Andrew Weaver
Andrew Weaver (n. 12 februarie 1959, Columbus, Ohio, SUA) este un ciclist de performanță ce a reprezentat Statele Unite ale Americii, medaliat olimpic. A participat la o ediție a Jocurilor Olimpice (1984) în care a câștigat o medalie de bronz.

## Participări
Lista de mai jos prezintă principalele competiții la care a participat Andrew Weaver de-a lungul carierei.
- cycling at the 1984 Summer Olympics – men's team time trial[*]